# 巴勃羅·畢卡索
巴勃羅·魯伊斯·畢卡索（西班牙語：Pablo Ruiz Picasso；1881年10月25日—1973年4月8日），西班牙畫家、雕塑家、版画家、舞台設計師、作家和前法国共产党党员，和喬治·布拉克同為立體主義的創始者，是20世紀現代藝術的主要代表人物之一，遗作逾兩萬件。畢加索、馬塞爾·杜象和亨利·馬蒂斯是三位在二十世紀初期開始造型藝術革命性發展的藝術家，在繪畫、雕塑、版畫及陶瓷上都有顯著的進展。在西班牙與薩爾瓦多·達利和胡安·米羅被稱為西班牙後三大藝術家。

## 早期
1881年10月25日，畢加索生於西班牙王國安達魯西亞自治區的馬拉加市圣母赎虏广场（Plaza de la Merced，又名梅尔塞德广场）15号，是何塞·路伊思·布拉斯可（José Ruiz y Blasco）和瑪莉亞·畢卡索·羅培茲（María Picasso y López）的第一個孩子。畢卡索受洗後，被授以教名巴勃羅·迭戈·何塞·弗朗西斯科·德保拉·胡安·內波穆塞諾·馬里亞·德洛斯雷梅迪奥斯·西普里亞諾·德拉桑蒂西馬·特立尼達·鲁伊斯-畢卡索，一連串的教名代表對多位聖徒與親戚的敬意，另外按照西班牙人的命名習慣加上分別父母親的姓氏「路伊茲和畢卡索（Ruiz y Picasso）」。畢卡索的父親也是一位畫家，專攻自然素描鳥類等動物，一生擔任工藝學校的藝術教授和當地美術館館長。
畢卡索很小的時候就展現了對繪畫的熱情與能力。根據他母親的說法，畢卡索第一個學會說的話是「皮茲、皮茲」，是西班牙語「鉛筆（lápiz）」的簡短發音。七歲時，畢卡索的父親開始正式地訓練他学习人物素描和油畫。畢卡索父親是思想傳統的教授，他深信模仿大師的作品、素描石膏像與人體模特兒是每個畫家必要的訓練。於是，畢卡索一心一意的專注於藝術上，因此忽略了課業。
1891年，由於父親當上了一所美術學校的教授，畢卡索一家搬到了拉科魯尼亞省。他們在拉科魯尼亞待了將近四年。一次偶然，父親發現畢卡索對他未完成的鴿子素描塗色，在仔細觀察畢卡索的筆法後，畢卡索的父親深深覺得他十三歲的兒子已經超越了他，並發誓從此不再繪畫。

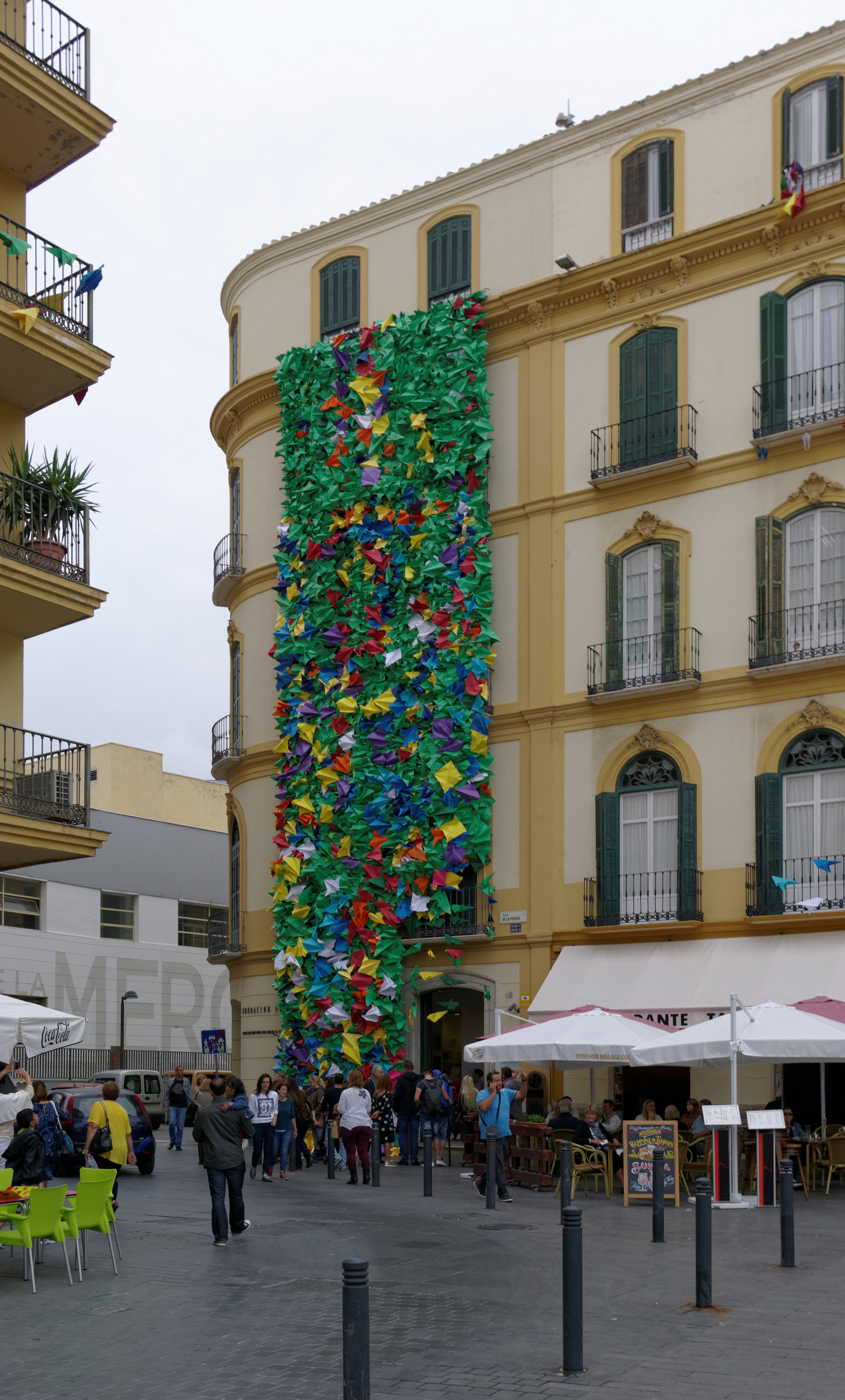
畢卡索出生時所在的房子，西班牙馬拉加

1895年，畢卡索七歲的妹妹孔奇塔（Conchita）死於白喉，這件事成了畢卡索一生中的陰影，畢卡索一家搬到了巴塞隆納。後來，父親說服學校讓畢卡索參加跳級考試，而畢卡索在一星期內完成了一般學生需要一個月完成的考試，當時年僅十三歲的畢卡索獲得了評審委員會的極度肯定。父親在家附近租了一個小房間讓畢卡索獨自工作，並一天內多次檢查畢卡索的畫作，這使得父子經常爭吵。
畢卡索的父親和叔父決定把畢卡索送到西班牙一流的藝術學校學習：馬德里的皇家聖費爾南多美術學院。1897年，十六歲的畢卡索第一次獨自一個人出發前往馬德里。然而，在註冊後，畢卡索卻因沒辦法接受正式、規規矩矩的教育，而停止上學。畢卡索轉而到馬德里的普拉多美術館欣賞可敬的藝術家的作品，像是迪亞哥·委拉斯蓋茲、弗朗西斯科·戈雅、弗朗西斯柯·德·苏巴朗的作品。畢卡索特別崇拜埃爾·格雷考，他的特色，像是拉長的肢體、醒目的顏色、神秘的面容，都深深地影響著畢卡索的畫風。

### 個人生活

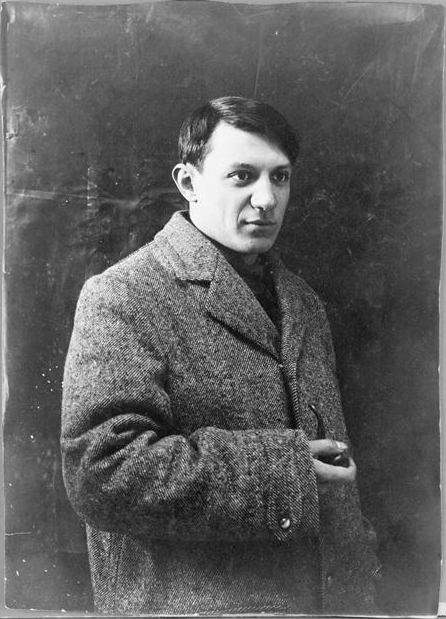
1908年的畢卡索

結束了在馬德里的進修後，1900年，畢卡索隻身前往歐洲藝術首府巴黎旅行。他在巴黎遇見了當地記者兼詩人馬克斯·雅各布。雅各幫助人生地不熟的畢卡索了解、學習當地的語言與文學作品，並成了畢卡索的第一位巴黎友人。那時正是巴黎最嚴寒的日子，畢卡索常需要燒掉自己的作品來取暖。
1901年，畢卡索前往馬德里。在馬德里的頭五個月，畢卡索的朋友弗朗西斯科·德阿西斯·索莱尔（Francisco de Asís Soler）為兩人在《青年藝術》雜誌找到了份工作，索勒負責撰寫文章，而畢卡索則負責刊物的插圖，大部分是恐怖的漫畫以及憐憫窮人的作品。他們參與的第一份刊物於1901年3月31日出版，同時，畢卡索開始在畫作簽下Picasso，取代原先的簽名Pablo Ruiz y Picasso。
20世紀初，畢卡索來往巴塞隆納與巴黎之間工作。1904年，在一場暴風雨當中，畢卡索遇見了波希米亞的模特兒費南德·奧利弗並相戀，畢卡索因而開創了玫瑰時期，並有多幅關於她的畫作。在獲得一些聲望與機會後，費南德因相處不好離開了畢卡索，再加上父親過世，使得畢卡索非常沮喪，認識了被他稱為“伊娃·谷維”的瑪賽兒·漢伯特。畢卡索在立體派時期創作了許多對伊娃表示愛意的作品。然而，1915年，伊娃不幸病逝，畢卡索因此十分傷心。
1918年夏季，畢卡索迎娶了謝爾蓋·達基列夫劇團的芭蕾舞女演員歐嘉·科克洛瓦。畢卡索在羅馬為劇團設計芭蕾舞劇《Parade》的服裝時結識了歐嘉，婚後兩人到比亞里茨附近的別墅度蜜月，並有了一個兒子保羅。
1936年7月西班牙發生內戰，畢卡索畫了《佛朗哥之的夢与谎言》來批評西班牙國民軍領袖弗朗西斯科·佛朗哥政府的行為。1937年，在佛朗哥的要求下，纳粹德国空军轰炸了格尔尼卡。为了纪念这场灾难，畢卡索畫了巨幅大作《格爾尼卡》，展示於巴黎舉行的萬國博覽會中。1949年他的作品《和平鸽》被選為國際和平會議海報。
1944年，畢卡索加入法國共產黨，更發表文章《我為甚麼加入共產黨》解釋原因，相關文章於1945年2月亦在《新華日報》上刊登，他反對聯合國和美國參與朝鮮戰爭。1962年，畢卡索獲得列寧和平獎。

## 藝術生涯
藝術是個謊言，但卻是一個說真話的謊言。
畢加索的作品通常被分為4個時期。時期的名稱尚有爭議，大致为「藍色時期」（1901年－1904年）、「粉紅色時期」（1904年－1906年）、「 黑人時期」（1907年－1924年）和「晚期」（1946年－1972年）。

### 早期
畢卡索從小便接受父親的訓練，並有着驚人的進步，這點可以從两所畢卡索博物館館藏的畢卡索早期作品中瞧出端倪。1893年間，畢卡索早期作品裡的稚氣逐漸消逝，1894年，畢卡索可以說是正式開始了他的畫家生涯。1890年中期，畢卡索的畫作流露出濃濃的傳統現實主義畫風，《第一次聖餐》（The First Communion，1896年）便是此時的代表作，此幅畫顯示出年紀輕輕的畢卡索已經能處理高難度的細節。同一年，十四歲的畢卡索畫了《姑媽佩帕的肖像畫》（Portrait of Aunt Pepa），肖像畫裡的生動、精神讓胡安-埃杜阿爾多·西尔洛特（Juan-Eduardo Cirlot）曾讚嘆道，「毫無疑問的，整個西班牙藝術史裡最棒的畫作之一」。
1897年，畢卡索的現實主義畫風受到了象徵主義影響，在一系列的風景畫作品中，配上毫不自然的紫、綠色調，便是畢卡索的現實主義時期（1899年－1900年）的特色。此時期畢卡索的作品受到羅塞蒂、史丹林（Steinlen）、土魯斯-羅特列克與愛德華·蒙克等人的影響，融合了他欽佩的畫家埃爾·格雷考的特色，而產生了畢卡索獨特的現代畫風。

### 藍色時期
畢卡索受到在西班牙孤單的旅行與他的朋友卡洛斯·卡薩吉馬斯的自殺影響，使得藍色時期（1901年－1904年）期間的畫作常顯現出陰鬱的感覺。此時期的畫作以藍與藍綠的色調為主，極少使用溫暖的顏色。藍色時期開始的確切時間據推測可能是在西班牙1901年的春季，也有可能是1901年下半在巴黎的日子。在這段時間，畢卡索創作了許多描繪著骨瘦如柴的母親與孩子的作品，用色陰暗，並有時以娼妓與乞丐作為主題。在卡薩吉馬斯死後，1901年秋季，畢卡索畫了幾幅他的畫像，並於1903年完成了生平最憂鬱的作品《生命》（La Vie），現收藏於克里夫蘭美術館。憂鬱的情緒並蔓延到了知名的蝕刻作品《儉樸的一餐》（The Frugal Repast，1904年）上。該作品描繪著一對看不見的男人與看得見的女人，兩人皆身形消瘦，坐在一張老舊桌子前。畢卡索的藍色時期常使用「失明」這個題材，像是《盲人的晚餐》（The Blindman's Meal，1903年，收藏於大都會博物館）、《賽樂絲汀娜》（Celestina，1903年）等都是藍色時期的代表。

### 玫瑰時期
1904年，畢卡索在巴黎遇見了一位為雕塑家及藝術家工作的模特兒費南德·奧利弗（Fernande Oliver），與其墜入愛河，而開啟了玫瑰時期（又名粉紅色時期，1904年－1906年）。畢卡索受到與費南德之間的甜蜜關係影響，而大量使用鮮明、樂觀的橘、粉紅色系，題材多描繪馬戲團的人們、雜技表演者、丑角與賣藝者，這成了畢卡索的個人特色之一。而1904年被視為是藍色時期與玫瑰時期之間的過渡期。

### 黑人時期
1906年畢卡索初次看到黑人的雕刻，受到莫大的感動。黑人原始、大膽、強烈的造型，給畢卡索很大的刺激。1907年亞維農的少女畫作，成為他創造立體派風格的里程碑。畢卡索的立體派，基本上不是純美學的，是走向理性的、抽象的，將物體重新構成，組合，帶給人更新、更深刻的感受。

### 晚期
西班牙內戰和第二次世界大戰期間，他因反抗佛朗哥領導的極右翼西班牙國民軍和法西斯主義，主要居住在法國巴黎。1944年盟軍擊退德國解放巴黎後加入法国共產黨。畢加索反對美國和聯合國軍介入朝鮮戰爭。1962年，畢卡索獲得列寧和平獎。

## 去世
畢加索於1973年4月8日在法國穆然因心力衰竭和肺水腫去世，享壽九十二歲。當時，他與妻子杰奎琳正招待友人前來晚餐，畢卡索過世前所說的最後一句話是：「為我乾杯吧，為我的健康乾杯，你知道我已經沒辦法再喝了。」他沒有立下遺囑，死後，畢卡索葬在法國南部的沃夫納格斯堡的庭園，杰奎琳阻止畢卡索的兒女克勞德與帕洛瑪出席葬禮，並在此後不准他們接近畢卡索的遺產。1986年，杰奎琳以手槍自殺，享年六十歲。
2004年5月，畢卡索早期作品《拿着烟斗的男孩》以1.04億美元的價格結標，刷新了1990年文生·梵谷一幅畫作8250萬美元的拍賣紀錄，成为世界上最昂贵的画作之一。

## 家庭

### 父母
- 堂·何塞·路伊思·布拉斯可（Don José Ruiz Blasco，父親）
- 堂娜·瑪莉亞·畢加索·伊·盧比絲（Doña Maria Picasso y López，母親）

### 配偶
- 奥尔嘉·科克洛娃（英语：Olga Khokhlova）
（1918–1955；妻逝）
- 雅奎琳·罗克（英语：Jacqueline Roque）
（1961–1973：夫逝）

### 兒女
- 保羅（Paulo，1921年2月4日－1975年6月2日，享年54歲），本名保羅·約瑟夫·畢卡索（Paulo Joseph Picasso）— 與奥尔嘉·科克洛娃（英语：Olga Khokhlova）生
- 瑪雅·華特米爾-畢加索（英语：Maya Widmaier-Picasso）（Maya，1935年9月5日－2022年12月20日，享壽87歲），本名瑪莉亞·德拉康塞普西翁·畢卡索（María de la Concepción Picasso）— 與瑪麗-德雷莎·華特（英语：Marie-Thérèse Walter）生
- 克劳德·畢卡索（英语：Claude Picasso）（Claude，1947年5月15日－2023年8月24日，享壽76歲），本名哥迪·皮埃爾·巴勃罗·畢卡索（Claude Pierre Pablo Picasso）— 與弗朗索瓦·吉洛生
- 帕洛瑪·畢卡索（西班牙语：Paloma Picasso）（Paloma，1949年4月19日－），本名安妮·帕洛瑪·畢卡索（Anne Paloma Picasso）— 與弗朗索瓦·吉洛生

## 藝術形象
| 年份   | 影视作品                                 | 飾演演員          |
| ------ | ---------------------------------------- | ----------------- |
| 1981年 | 《哆啦A梦》之名画调查机（名画しらべ机 ） | 藤みねお（配音）  |
| 2018年 | 《世紀天才》                             | 安東尼奧·班達拉斯 |

## 相關人物
- 卡洛斯·卡薩吉瑪斯
- 喬治·布拉克
- 紀堯姆·阿波利奈爾
- 馬克斯·雅各布
- 瑪麗-德雷莎·華特（英语：Marie-Thérèse Walter）
- 朵拉·瑪爾
- 弗朗索瓦·吉洛

## 外部連結
- 参观巴塞罗那畢卡索博物馆，西班牙旅游的官方网 （页面存档备份，存于）